# Njemačka nogometna Bundesliga 2008./09.
Njemačka nogometna Bundesliga 2008./09. je bila 46. sezona Bundeslige, prve njemačke nogometne lige. Sezona je počela 15. kolovoza 2008., a završila 23. svibnja 2009. Prvak lige je po prvi put u svojoj povijesti, postao VfL Wolfsburg, dok je na drugom mjestu bio branitelj prvaka, FC Bayern München. Najbolji strijelac sezone bio je Wolfsburgov napadač Grafite s 28 postignutih pogodaka.

## Promovirani i degradirani
Tri momčadi promovirane momčadi na kraju prošle sezone: 
- Borussia Mönchengladbach
- TSG 1899 Hoffenheim
- 1. FC Köln.

Tri degradirane momčadi bile su:
- 1. FC Nürnberg
- Hansa Rostock
- MSV Duisburg

## Stadioni i momčadi
| Momčad                   | Stadion                  | Kapacitet |
| ------------------------ | ------------------------ | --------- |
| Hertha BSC               | Olympiastadion           | 74.228    |
| Arminia Bielefeld        | Bielefelder Alm          | 28.008    |
| VfL Bochum               | rewirpowerSTADION        | 31.328    |
| SV Werder Bremen         | Weserstadion             | 42.358    |
| Energie Cottbus          | Stadion der Freundschaft | 22.450    |
| Borussia Dortmund        | Westfalenstadion         | 80.708    |
| Eintracht Frankfurt      | Commerzbank-Arena        | 52.300    |
| Hamburger SV             | HSH Nordbank Arena       | 57.274    |
| Hannover 96              | AWD-Arena                | 49.000    |
| TSG 1899 Hoffenheim      | Rhein-Neckar-Arena1      | 30.000    |
| Karlsruher SC            | Wildparkstadion          | 32.306    |
| 1. FC Köln               | RheinEnergieStadion      | 50.374    |
| Bayer 04 Leverkusen      | BayArena2                | 22.500    |
| Borussia Mönchengladbach | Borussia-Park            | 54.067    |
| FC Bayern München        | Allianz Arena            | 69.901    |
| FC Schalke 04            | Veltins-Arena            | 61.673    |
| VfB Stuttgart            | Mercedes-Benz-Arena      | 58.000    |
| VfL Wolfsburg            | Volkswagen Arena         | 30.122    |

Bilješke
1. Bayer 04 Leverkusen je svoje domaće utakmice igrao na LTU-Areni u Düsseldorfu jer se njihov stadion, BayArena nalazi u izgradnji na kapacitet od 30.000 sjedala.

## Ljestvica
| Mj. | Momčad              | Uta. | Pob. | Izj. | Por. | PoG | PrG | GR  | Bod. | Kval. za                                           |
| --- | ------------------- | ---- | ---- | ---- | ---- | --- | --- | --- | ---- | -------------------------------------------------- |
| 1.  | Wolfsburg           | 34   | 21   | 6    | 7    | 80  | 41  | +39 | 69   | UEFA Liga prvaka 2009./10. Natjecanje po skupinama |
| 2.  | Bayern München      | 34   | 20   | 6    | 8    | 75  | 45  | +30 | 66   | UEFA Liga prvaka 2009./10. Natjecanje po skupinama |
| 3.  | Stuttgart           | 34   | 19   | 7    | 8    | 63  | 43  | +20 | 64   | UEFA Liga prvaka 2009./10. - Razigravanje          |
| 4.  | Hertha BSC          | 34   | 19   | 6    | 9    | 48  | 41  | +7  | 63   | UEFA Europska liga 2009./10. - Razigravanje        |
| 5.  | Hamburg             | 34   | 19   | 4    | 11   | 49  | 47  | +2  | 61   | UEFA Europska liga 2009./10. - 3. pretkolo         |
| 6.  | Borussia Dortmund   | 34   | 15   | 14   | 5    | 60  | 37  | +23 | 59   |                                                    |
| 7.  | Hoffenheim          | 34   | 15   | 10   | 9    | 63  | 49  | +14 | 55   |                                                    |
| 8.  | Schalke 04          | 34   | 14   | 8    | 12   | 47  | 35  | +12 | 50   |                                                    |
| 9.  | Bayer Leverkusen    | 34   | 14   | 7    | 13   | 59  | 46  | +13 | 49   |                                                    |
| 10. | Werder Bremen       | 34   | 12   | 9    | 13   | 64  | 50  | +14 | 45   | UEFA Europska liga 2009./10. - Razigravanje        |
| 11. | Hannover 96         | 34   | 10   | 10   | 14   | 49  | 69  | −20 | 40   |                                                    |
| 12. | Köln                | 34   | 11   | 6    | 17   | 35  | 50  | −15 | 39   |                                                    |
| 13. | Eintracht Frankfurt | 34   | 8    | 9    | 17   | 39  | 60  | −21 | 33   |                                                    |
| 14. | Bochum              | 34   | 7    | 11   | 16   | 39  | 55  | −16 | 32   |                                                    |
| 15. | Mönchengladbach     | 34   | 8    | 7    | 19   | 39  | 62  | −23 | 31   |                                                    |
| 16. | Energie Cottbus     | 34   | 8    | 6    | 20   | 30  | 57  | −27 | 30   | Razigravanje za ostanak (ispao)                    |
| 17. | Karlsruhe           | 34   | 8    | 5    | 21   | 30  | 54  | −24 | 29   | Ispali u: 2. njemačka nogometna Bundesliga         |
| 18. | Arminia Bielefeld   | 34   | 4    | 16   | 14   | 29  | 56  | −27 | 28   | Ispali u: 2. njemačka nogometna Bundesliga         |

## Rezultati
|                     | BSC | BIE | BOC | BRE | COT | DOR | FRA | HAM | H96 | HOF | KAR | KÖL | LEV | MGL | BMU | S04 | STU | WOB |
| Hertha Berlin       |     | 1–1 | 2–0 | 2–1 | 0–1 | 1–3 | 2–1 | 2–1 | 3–0 | 1–0 | 4–0 | 2–1 | 1–0 | 2–1 | 2–1 | 0–0 | 2–1 | 2–2 |
| Arminia Bielefeld   | 1–1 |     | 1–1 | 2–2 | 1–1 | 0–0 | 0–0 | 2–4 | 2–2 | 0–2 | 1–2 | 2–0 | 2–1 | 0–2 | 0–1 | 0–2 | 2–2 | 0–3 |
| Bochum              | 2–3 | 2–0 |     | 0–0 | 3–2 | 0–2 | 2–0 | 1–1 | 0–2 | 1–3 | 2–0 | 1–2 | 2–3 | 2–2 | 0–3 | 2–1 | 1–2 | 2–2 |
| Werder Bremen       | 5–1 | 1–2 | 3–2 |     | 3–0 | 3–3 | 5–0 | 2–0 | 4–1 | 5–4 | 1–3 | 3–1 | 0–2 | 1–1 | 0–0 | 1–1 | 4–0 | 2–1 |
| Energie Cottbus     | 1–3 | 2–1 | 1–1 | 2–1 |     | 0–1 | 2–3 | 1–2 | 3–1 | 0–3 | 1–0 | 0–2 | 3–0 | 0–1 | 1–3 | 0–2 | 0–3 | 2–0 |
| Borussia Dortmund   | 1–1 | 6–0 | 1–1 | 1–0 | 1–1 |     | 4–0 | 2–0 | 1–1 | 0–0 | 4–0 | 3–1 | 1–1 | 2–1 | 1–1 | 3–3 | 3–0 | 0–0 |
| Eintracht Frankfurt | 0–2 | 1–1 | 4–0 | 0–5 | 2–1 | 0–2 |     | 2–3 | 4–0 | 1–1 | 2–1 | 2–2 | 0–2 | 4–1 | 1–2 | 1–2 | 2–2 | 0–2 |
| Hamburg             | 1–1 | 2–0 | 3–1 | 2–1 | 2–0 | 2–1 | 1–0 |     | 2–1 | 1–0 | 2–1 | 0–1 | 3–2 | 1–0 | 1–0 | 1–1 | 2–0 | 1–3 |
| Hannover 96         | 2–0 | 1–1 | 1–1 | 1–1 | 0–0 | 4–4 | 1–1 | 3–0 |     | 2–5 | 3–2 | 2–1 | 1–0 | 5–1 | 1–0 | 1–0 | 3–3 | 0–5 |
| Hoffenheim          | 0–1 | 3–0 | 0–3 | 0–0 | 2–0 | 4–1 | 2–1 | 3–0 | 2–2 |     | 4–1 | 2–0 | 1–4 | 1–0 | 2–2 | 1–1 | 0–0 | 3–2 |
| Karlsruhe           | 4–0 | 0–1 | 1–0 | 1–0 | 0–0 | 0–1 | 0–1 | 3–2 | 2–3 | 2–2 |     | 0–2 | 3–3 | 0–0 | 0–1 | 0–3 | 0–2 | 2–1 |
| Köln                | 1–2 | 1–1 | 1–1 | 1–0 | 1–0 | 0–1 | 1–1 | 1–2 | 2–1 | 1–3 | 0–0 |     | 0–2 | 2–4 | 0–3 | 1–0 | 0–3 | 1–1 |
| Bayer Leverkusen    | 0–1 | 2–2 | 1–1 | 1–1 | 1–1 | 2–3 | 1–1 | 1–2 | 4–0 | 5–2 | 0–1 | 2–0 |     | 5–0 | 0–2 | 2–1 | 2–4 | 2–0 |
| Mönchengladbach     | 0–1 | 1–1 | 0–1 | 3–2 | 1–3 | 1–1 | 1–2 | 4–1 | 3–2 | 1–1 | 1–0 | 1–2 | 1–3 |     | 2–2 | 1–0 | 1–3 | 1–2 |
| Bayern München      | 4–1 | 3–1 | 3–3 | 2–5 | 4–1 | 3–1 | 4–0 | 2–2 | 5–1 | 2–1 | 1–0 | 1–2 | 3–0 | 2–1 |     | 0–1 | 2–1 | 4–2 |
| Schalke 04          | 1–0 | 0–0 | 1–0 | 1–0 | 4–0 | 1–1 | 1–0 | 1–2 | 3–0 | 2–3 | 2–0 | 1–0 | 1–2 | 3–1 | 1–2 |     | 1–2 | 2–2 |
| Stuttgart           | 2–0 | 0–0 | 2–0 | 4–1 | 1–0 | 2–1 | 2–0 | 1–0 | 2–0 | 3–3 | 3–1 | 1–3 | 0–2 | 2–0 | 2–2 | 2–0 |     | 4–1 |
| Wolfsburg           | 2–1 | 4–1 | 2–0 | 5–1 | 3–0 | 3–0 | 2–2 | 3–0 | 2–1 | 4–0 | 1–0 | 2–1 | 2–1 | 3–0 | 5–1 | 4–3 | 4–1 |     |

## Statistika
| 28 golova - Grafite (VfL Wolfsburg) 26 golova - Edin Džeko (VfL Wolfsburg) 24 golova - Mario Gómez (VfB Stuttgart) 21 golova - Patrick Helmes (Bayer Leverkusen) 18 golova - Vedad Ibišević (1899 Hoffenheim) 17 golova - Claudio Pizarro (Werder Bremen) 16 golova - Milivoje Novakovič (1. FC Köln) 14 golova - Demba Ba (1899 Hoffenheim) - Luca Toni (Bayern München) 13 golova - Kevin Kurányi (Schalke 04) - Artur Wichniarek (Arminia Bielefeld) Izvor: kicker.de (njem.) | 20 asistencija - Zvjezdan Misimović (VfL Wolfsburg) 15 asistencija - Mesut Özil (Werder Bremen) 13 asistencija - Arnold Bruggink (Hannover 96) - Marko Marin (Borussia Mönchengladbach) 12 asistencija - Franck Ribéry (Bayern München) - Bastian Schweinsteiger (Bayern München) 11 asistencija - Martin Fenin (Eintracht Frankfurt) - Grafite (VfL Wolfsburg) - Tamás Hajnal (Borussia Dortmund) 10 asistencija - Tranquillo Barnetta (Bayer Leverkusen) - Edin Džeko (VfL Wolfsburg) - Christian Gentner (VfL Wolfsburg) - Markus Steinhöfer (Eintracht Frankfurt) Izvor: kicker.de (njem.) |

## Vanjske poveznice
- Službena stranica Bundeslige  Arhivirana inačica izvorne stranice od 3. kolovoza 2012. (Wayback Machine) (engl.)

| Njemačka nogometna Bundesliga | Njemačka nogometna Bundesliga |
| --- | ----------------------------- |
| |                               |
| 1963./64. • 1964./65. • 1965./66. • 1966./67. • 1967./68. • 1968./69. • 1969./70. 1970./71. • 1971./72. • 1972./73. • 1973./74. • 1974./75. • 1975./76. • 1976./77. • 1977./78. • 1978./79. • 1979./80. 1980./81. • 1981./82. • 1982./83. • 1983./84. • 1984./85. • 1985./86. • 1986./87. • 1987./88. • 1988./89. • 1989./90. 1990./91. • 1991./92. • 1992./93. • 1993./94. • 1994./95. • 1995./96. • 1996./97. • 1997./98. • 1998./99. • 1999./00. 2000./01. • 2001./02. • 2002./03. • 2003./04. • 2004./05. • 2005./06. • 2006./07. • 2007./08. • 2008./09. • 2009./10. 2010./11. • 2011./12. • 2012./13. • 2013./14. • 2014./15. • 2015./16. • 2016./17. • 2017./18. • 2018./19. • 2019./20. 2020./21. • 2021./22. • 2022./23. • 2023./24. • 2024./25. • |                               |

| Njemačka nogometna Bundesliga | Njemačka nogometna Bundesliga |
| --- | ----------------------------- |
| |                               |
| 1963./64. • 1964./65. • 1965./66. • 1966./67. • 1967./68. • 1968./69. • 1969./70. 1970./71. • 1971./72. • 1972./73. • 1973./74. • 1974./75. • 1975./76. • 1976./77. • 1977./78. • 1978./79. • 1979./80. 1980./81. • 1981./82. • 1982./83. • 1983./84. • 1984./85. • 1985./86. • 1986./87. • 1987./88. • 1988./89. • 1989./90. 1990./91. • 1991./92. • 1992./93. • 1993./94. • 1994./95. • 1995./96. • 1996./97. • 1997./98. • 1998./99. • 1999./00. 2000./01. • 2001./02. • 2002./03. • 2003./04. • 2004./05. • 2005./06. • 2006./07. • 2007./08. • 2008./09. • 2009./10. 2010./11. • 2011./12. • 2012./13. • 2013./14. • 2014./15. • 2015./16. • 2016./17. • 2017./18. • 2018./19. • 2019./20. 2020./21. • 2021./22. • 2022./23. • 2023./24. • 2024./25. • |                               |